# 甲野勇
甲野 勇（こうの いさむ、1901年（明治34年）7月31日 - 1967年（昭和42年）10月15日）は、日本の考古学者。

## 略歴
東京都日本橋生まれ。宮内省侍医寮御用掛も務める医師・甲野棐（たすく）の四男として生まれる。母は乙骨太郎乙の姪。
1922年、東京帝国大学理学部の人類学選科に入学する。同教室には、山内清男が1919年、八幡一郎が1921年から選科生として学んでいた。
1925年卒業。翌年軍人・公爵でありながらドイツで先史考古学を学んだ大山柏の設立した大山史前学研究所に入所する。また、1928年に甲野は、広義の人類学（人類学、考古学、民族学など）に関心をもつ若手研究者により結成された人文研究会にも参加している。甲野は1940（昭和15）年に東京帝国大学人類学教室の嘱託、翌年には、若手研究者が中心となって活動していた三つの民間学会（東京考古学会、考古学研究会、中部考古学会）が糾合して結成された日本古代文化学会の委員に就任している。1942年から太平洋戦争開戦に伴い新設された厚生省研究所人口民族部（厚生省人口研究所から改組）に嘱託として勤務した。
戦後の甲野の生き方は、戦争に対する反省と使命感に基づいて方向付けられた。1948年の武蔵野博物館（東京・井の頭自然文化園内）設立を皮切りに、生涯に計5つの博物館の設立運動に携わったほか、国立音楽大学教授として文化人類学を講じた。一方、移り住んだ武蔵野を拠点に、地元の中高生に対する発掘の指導や、市民と協力して地域史研究を進めるなど在野に近い立場での活動を続けた。

## 業績
縄文土器の分類で山内清男らとともに貢献がある。大きな業績として、1935年の論文「関東地方に於ける縄文式石器時代文化の変遷」が挙げられる。この中で縄文土器を八群十二型に分類した。第一群は子母口式と茅山式である。子母口式は川崎市の子母口貝塚からの土器である。第二群は花積下層式、第三群は蓮田式、第四群は黒浜式、第五群に諸磯式、第六群に加曾利E式など、第七群に堀ノ内式、第八群に加曾利B式などと分類している。

## 家族
- 父・甲野棐（1855-1932） - 眼科医。長岡市の眼科医・甲野良悦の長男として生まれ、1881年東京大学医学部卒、1886年眼科助教授となり、1898年欧州視察、1890年宮内省侍医、1904年東大医学部眼科の4代目教授となる[7]。退職後日本橋薬研堀で甲野眼科医院開業[8]。
- 母・たき - 幕臣・乙骨耐軒の長女の娘。両親の離縁により叔父・乙骨太郎乙の養女となり、1882年に16歳で棐に嫁ぐ。[8]
- 兄・甲野謙三 - 眼科医として父親の病院を継いだ。岳父に箕作元八。子にスモン病の原因をキノホルムによる薬害と立証した細菌学者の甲野礼作。[8]
- 姉・渡辺恭 - 渡辺義介の妻。
- 妹・野田うめ - 野田稲吉の妻。
- 叔父・甲野荘平 - 日本郵船を経て、甲野時計製作所社長。岳父に岡崎惟素。[9]